# Świerżeń Nowy
Świerżeń Nowy (biał. Новы Свержань, Nowy Swierżań; ros. Новый Свержень, Nowyj Swierżeń) – wieś na Białorusi, w obwodzie mińskim, w rejonie stołpeckim, w sielsowiecie Świerżeń Nowy, nad Niemnem.
Siedziba parafii prawosławnej (pw. Zaśnięcia Matki Bożej) i  rzymskokatolickiej (pw. Świętych Apostołów Piotra i Pawła).
W miejscowości koło starego katolickiego cmentarza znajduje się cmentarz wojskowy polskich żołnierzy poległych w wojnie polsko-bolszewickiej. Cmentarz został w 1941 r. zniszczony przez Niemców podczas budowy magazynów wojskowych. W 2006 r. mieszkańcy uporządkowali teren i ustawili około 93 znalezione krzyże. W latach 2017–2018 cmentarz odnowiono z funduszy MKiDN.

## Historia
Do panowania Zygmunta I Starego własność królewska, następnie szlachecka (m.in. Radziwiłłów). Pod koniec XVI w. wzniesiono tu kościół (1588) i cerkiew (1590), istniejące do dzisiaj. 26 kwietnia 1706 roku miejscowość została spalona przez Szwedów.
W dwudziestoleciu międzywojennym miasteczko leżące w Polsce, w województwie nowogródzkim, w powiecie stołpeckim. Częściowo w gminie Świerżeń, której było siedzibą, natomiast część miasteczka nazywana Jurzdyka Swierżeńska do 15 kwietnia 1930 w gminie Stołpce, następnie w gminie Świerżeń. W 1921 część położona w gminie Świerżeń liczyła 1195 mieszkańców, zamieszkałych w 228 budynkach, w tym 661 Białorusinów, 267 Polaków, 257 Żydów i 10 osób innej narodowości. 667 mieszkańców było wyznania prawosławnego, 425 mojżeszowego i 103 rzymskokatolickiego. Część położona w gminie Stołpce (Jurzdyka Swierżeńska) liczyła zaś 51 mieszkańców, zamieszkałych w 9 budynkach, wyłącznie Białorusinów wyznania prawosławnego.
Podczas okupacji hitlerowskiej, w sierpniu 1941 roku Niemcy utworzyli getto dla żydowskich mieszkańców. Przebywało w nim około 700 osób. 29 stycznia 1943 roku Niemcy zlikwidowali getto, a Żydów zamordowano. 
Po wojnie wieś weszła w struktury administracyjne Związku Radzieckiego. Od 1991 w niepodległej Białorusi.

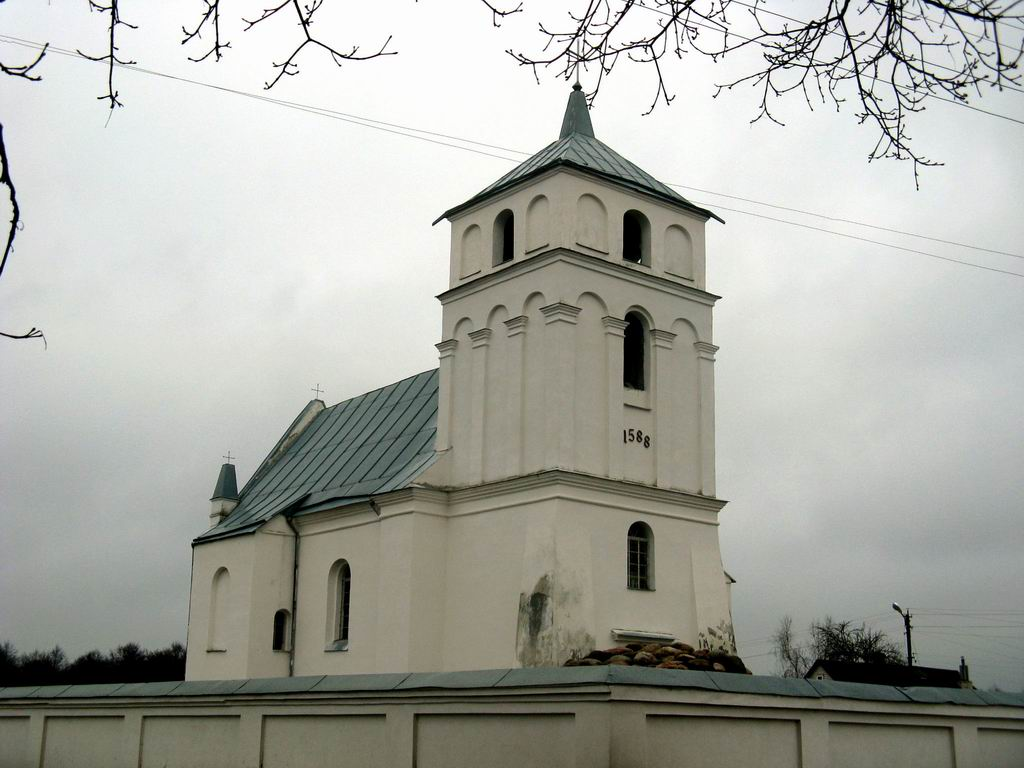
Kościół Świętych Apostołów Piotra i Pawła z 1588
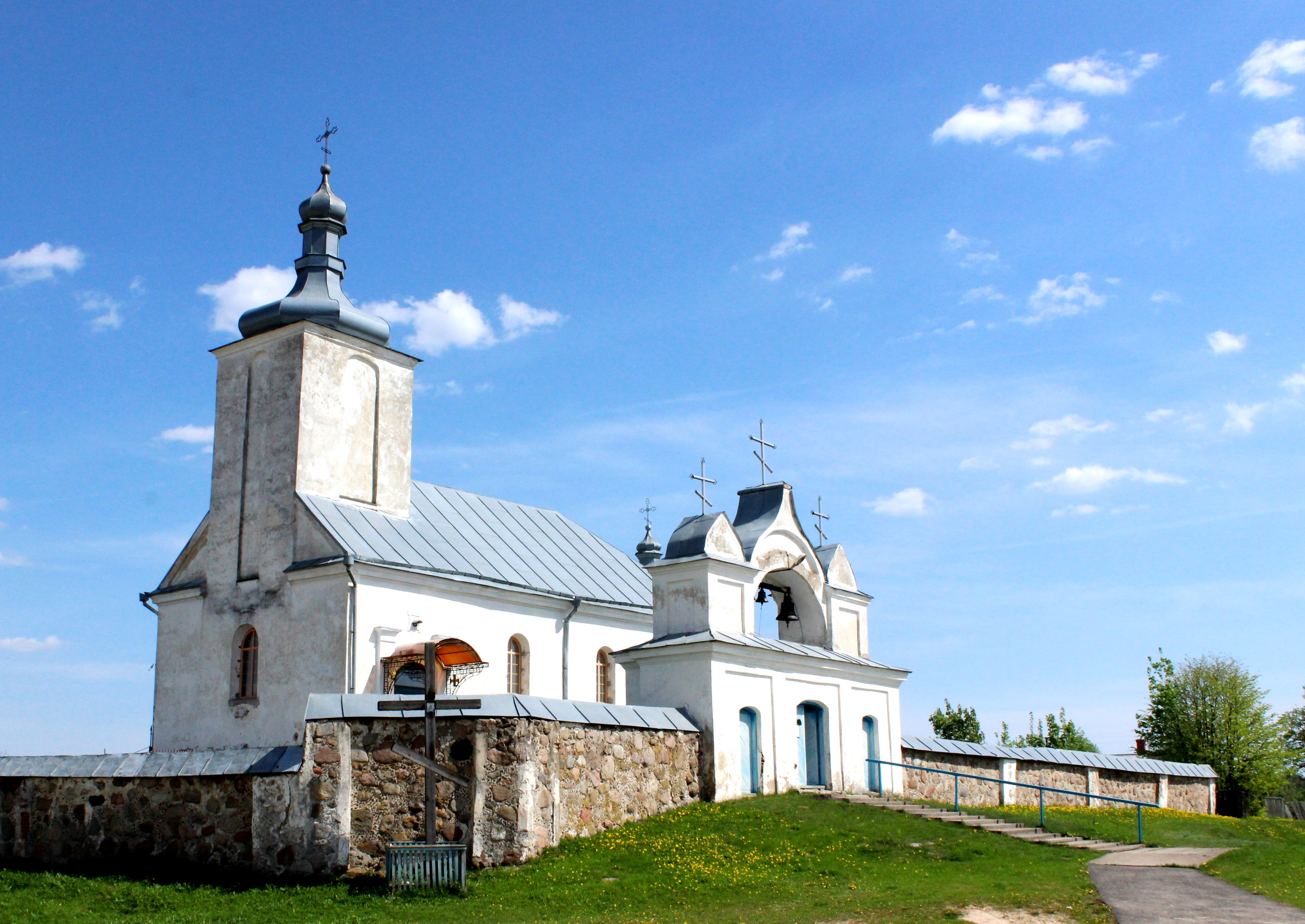
Cerkiew Zaśnięcia Matki Bożej z 1590
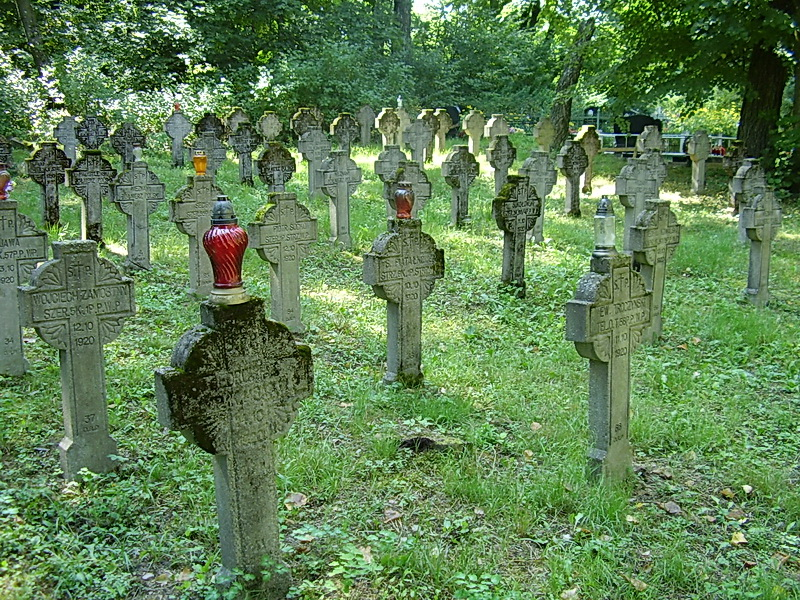
Cmentarz żołnierzy polskich